# 미키 다다나오
미키 타다나오(일본어: 三木 忠直: 1909녀 12월 15일 - 2005년 4월 20일)는 일본의 해군 군인, 공학자다. 최종 계급은 해군기술소좌. 폭격기 긴가(은하), 자폭기 오카(앵화), 그리고 신칸센 0계 전동차의 개발자다.